# Andasta siltte
Andasta siltte är en spindelart som beskrevs av Michael Ilmari Saaristo 1996. Andasta siltte ingår i släktet Andasta och familjen strålspindlar.
Artens utbredningsområde är Seychellerna. Inga underarter finns listade i Catalogue of Life.